# Rostkronad cistikola
Rostkronad cistikola (Cisticola ruficeps) är en fågel i familjen cistikolor inom ordningen tättingar.

## Utseende och läte
Rostkronad cistikola är en liten cistikola med relativt kraftig näbb. Fjäderdräkten är gråbrun på ryggen, ostreckad i häckningsdräkt men kraftigt streckad utanför häckningstid. Undersidan är ljus och tvärs över stjärtspetsen syns ett svart band och ljusa spetsar. Arten är mycket lik guineacistikolan, men är mer bjärt roströd på hjässan och vitare under. Den liknar även rävcistikola och rostcistikola, men är större än dessa och har kontrast mellan roströd hjässa och gråbrun rygg. Sången består av korta och gnissliga melodier med tunna och ljusa toner.

## Utbredning och systematik
Rostkronad cistikola förekommer från Tchad österut till Eritrea och söderut till norra Uganda. Den delas in i tre underarter med följande utbredning:
- Cisticola ruficeps ruficeps – förekommer i Tchad, sydvästra Sudan och sydvästra Sydsudan
- Cisticola ruficeps scotopterus – förekommer från centrala Sudan (Vita och Blå Nilen) till Eritrea
- Cisticola ruficeps mongalla – förekommer i sydcentrala Sydsudan Sudan (övre Vita Nilen) och norra Uganda

### Familjetillhörighet
Cistikolorna behandlades tidigare som en del av den stora familjen sångare (Sylviidae). Genetiska studier har dock visat att sångarna inte är varandras närmaste släktingar. Istället är de en del av en klad som även omfattar timalior, lärkor, bulbyler, stjärtmesar och svalor. Idag delas därför Sylviidae upp i ett antal familjer, däribland Cisticolidae.

## Status
Arten har ett stort utbredningsområde och beståndet anses stabilt. Internationella naturvårdsunionen IUCN listar den därför som livskraftig (LC).